# Rosa Arias Álvarez
Rosa Arias Álvarez (l’Hospitalet de Llobregat, 9 de maig de 1978) és una enginyera química i màster en Energia, fundadora i consellera delegada de Science for Change i creadora de l'app OdourCollect.
Llicenciada en Enginyeria Química per la Universitat de Barcelona i màster en Energia amb distinció per la Universitat Herriot-Watt d'Edimburg és experta en gestió de la contaminació per olors i ciència ciutadana.
L’any 2019 va crear l'empresa emergent (start-up) Science for Change, que promou la participació activa de la ciutadania en la ciència per desenvolupar serveis i productes. Ho fa amb un enfocament de gènere inclusiu, tant pel que fa als seus objectius com a la mateixa empresa, on la plantilla està formada majoritàriament per dones. A Science for Change aborden reptes socials, ambientals i de salut a través de la ciència ciutadana, estratègies participatives i de cocreació.
Arias va desenvolupar OdourCollect, una app gratuïta de ciència ciutadana, que permet construir mapes col·laboratius d'olor a partir de les dades obertes aportades per la ciutadania i determinar si hi ha un problema de contaminació odorífera i és necessària una intervenció per controlar-la. L'app també permet assenyalar zones de bones olors i identificar-ne la font.
Des de l'any 2020 és membre de la Junta Directiva de l’Associació Europea de Ciència Ciutadana (ECSA, de l'anglès European Citizen Science Association).
Ha estat assessora científica en el programa «Ciencia en el Parlamento» al Congrés dels Diputats a Madrid; una iniciativa ciutadana independent que té com a objectiu apropar el coneixement científic al poder legislatiu perquè pugui prendre decisions amb la informació adequada. També ha coordinat el centre espanyol del projecte HYPATIA per a atreure nenes cap a les carreres de ciències, tecnologia, enginyeria i matemàtiques (STEM).
El març del 2022, va ser seleccionada una de les Top 100 Dones en Empreses Socials, per la Xarxa Europea Euclid Network.
Rosa Arias ha treballat i coordinat projectes europeus i nacionals com ara: 
- D-NOSES, juntament amb la fundació ciència ciutadana Ibercivis, en què van participar més de 5.000 ciutadans, 100 indústries, 200 responsables polítics i 500 acadèmics, homes i dones, en el seguiment de la contaminació per olors a nivell mundial.[9]
- NEWSERA, que treballa en estratègies de comunicació innovadores dirigides a les parts interessades de la quàdruple hèlix amb 39 projectes de ciència ciutadana.[5][4]
- TRANSFORM, en què el clúster català liderat per Science for Change, en col·laboració amb el Departament d'Estratègia Econòmica de la Generalitat de Catalunya i el grup de recerca OpenSystems de la Universitat de Barcelona, va introduir els principis de la recerca i la innovació responsables (RRI) en la pràctica de les polítiques públiques i en l'estratègia d'especialització intel·ligent de Catalunya. Van desenvolupar dos pilots, un en salut de les dones amb l’objectiu que les dones que pateixen endometriosi participin en la presa de decisions per millorar la seva atenció i reduir el temps del diagnòstic de la malaltia, que se situa en uns vuit anys.[10][11] Com a resultat, van cocrear un informe de polítiques públiques dirigit als decisors polítics i al personal sanitari, que presenta les recomanacions cocreades per les dones per a la millora dels serveis sanitaris en relació amb l'endometriosi.[12] L'altre pilot, en l'àmbit de la gestió de residus i la sostenibilitat a l'Ajuntament de Mollet del Vallès, per a millorar el sistema de recollida selectiva de residus del municipi.[13]
- COALESCE, del qual Rosa Arias és la coordinadora científica, que consolidarà, desenvoluparà i integrarà el coneixement generat i les connexions en comunicació científica per construir el Centre Europeu de Competències per a la Comunicació Científica.[14]
- ToT Programme on Evidence for Policy del Joint Research Centre (JRC), de la Comissió Europea.[4]

També ha participat en dos programes marc de la Unió Europea: l'H2020 i Horizonte Europa, que fomenten i donen suport a la recerca i la innovació (R+I).
Rosa Arias ha participat com a experta a l'Exercici d'Aprenentatge Mutu sobre iniciatives de ciència ciutadana - polítiques i pràctica (MLE-Mutual Learning Exercise) de la Comissió Europea. Va participar en l'elaboració d'un dels temes clau: bones pràctiques i impactes de la ciència ciutadana.

## Olors i ciència ciutadana
Arias va proposar el 2018 una metodologia de ciència ciutadana per monitorar la contaminació per olors, que va ser validada en el marc del projecte D-NOSES a 10 casos d’estudi a Europa, Xile i Uganda. Barcelona va ser el pilot pioner. Es van recollir més de 600 observacions d’olor de residus i aigües residuals amb la participació de més de 80 veïns i veïnes a la zona del Fòrum i es va avaluar la seva plausibilitat.A més, el projecte D-NOSES tenia com a objectiu addicional introduir la contaminació per olors a les agendes públiques, en ser un tema poc o no regulat a la majoria de països europeus, tot i ser la segona causa de queixa mediambiental després del soroll. Es va crear un model de governança multi-Nivell i es van produir documents per informar polítiques públiques, incloent-hi un informe de polítiques públiques, el Llibre Verd en Contaminació per olors i el Full de ruta estratègic per la governança de la contaminació per olors. Els resultats es van presentar a un esdeveniment al Parlament Europeu, Revisiting odour pollution in Europe, per demanar el reconeixement de les olors ambientals com a contaminant i demanar un marc regulador comú europeu. Com a resultat de la importància de controlar la contaminació per olors mitjançant la ciència ciutadana es va introduir en una esmena proposada pel Comitè Europeu de les Regions (CoR en anglès) al Pla d'acció per a la contaminació zero del Pacte Verd. L'esmena es va aprovar per unanimitat el 27 de gener de 2022, que estableix les bases per a l'adopció de metodologies de ciència ciutadana per controlar la contaminació per olors a nivell europeu.
En l'àmbit nacional es va apostar per la creació d’un grup de treball per l'estandardització de la metodologia desenvolupada a D-NOSES a nivell tècnic el 2019, promogut per l’associació AMIGO, socis de D-NOSES. Es va constituir un grup de més de 15 experts incloent consultors en contaminació per olors, experts en ciència ciutadana, activitats emissores, autoritats ambientals i representants de la ciutadania que va preparar el document tècnic. El 2023 i amb la col·laboració de l'UNE, s’ha publicat l’esborrany de norma PNE 77270 “Construcción de mapas de olor colaborativos mediante ciencia ciudadana”, que permetrà l’adopció de la nova metodologia de manera oficial per part d’autoritats ambientals o activitats emissores i promourà futures regulacions per protegir a les comunitats afectades. A més, es tracta del primer estàndard tècnic amb el nom “ciència ciutadana” al títol, cosa que contribuirà al reconeixement de la pràctica i a augmentar la confiança en la validesa de les dades generades per la ciutadania.

## Premis
Amb la creació de l'app gratuïta d’OdourCollect, guanya, a la Corunya, el premi Prismas Casa de les Ciències a la Divulgació, en la categoria de millor projecte singular el 2021.
També el 2021 va rebre la subvenció concedida a empreses de base tecnològica liderades per dones, de la Generalitat de Catalunya. Una iniciativa que s'emmarca en el Pla DonaTIC que promou l'empoderament de les dones i el lideratge femení al sector de les tecnologies de la informació a Catalunya.
El mes de maig de 2022 va rebre el premi eWoman Igualtat, concedit per El Periódico i Prensa Ibérica. I al juny guanya per la seva trajectòria professional la segona edició del Premi A Dona Professional Autònoma CaixaBank, en la Direcció Territorial de Barcelona, guardó que reconeix l'excel·lència empresarial de les professionals autònomes d’arreu d'Espanya, tant pel que fa a l'èxit de la seva activitat empresarial present com a la trajectòria general de la seva carrera.